# Ichikawa Danjūrō VII
Ichikawa Danjūrō VII est un nom japonais traditionnel ; le nom de famille (ou le nom d'école), Ichikawa, précède donc le prénom (ou le nom d'artiste).
Ichikawa Danjūrō VII (七代目 市川 團十郎, Shichidaime Ichikawa Danjūrō), né en 1791 - mort le 23 mars 1859, est un acteur du genre théâtral kabuki, spécialiste des rôles masculins (tachiyaku) et qui passe pour le plus grand acteur du XIXe siècle. Il est à l'origine de la création du Kabuki Jūhachiban, recueil des 18 plus grandes pièces du répertoire.

## Noms
Comme la plupart des acteurs kabuki et nombre d'artistes, Danjūrō VII porte différents noms de scène au cours de sa carrière dont Ichikawa Ebizō V, Ichikawa Hakuen II et Ichikawa Shinnosuke I. Dans les milieux poétiques, il porte souvent les noms Jukai (I), Sanshō et Hakuen. Ebizō est aussi désigné dans divers circonstances Ichikawa Jukai I, Matsumoto Kōshirō, Hatagaya Jūzō et Naritaya Shichizaemon II, bien qu'il ne porte pas ces noms sur scène. Membre de la guilde Naritaya, il peut aussi être appelé par ce nom (voir yagō)

## Lignée
Petit-fils d'Ichikawa Danjūrō V par la fille de celui-ci, il est formellement adopté dans la lignée kabuki par Ichikawa Danjūrō VI. Grâce à ces liens familiaux, il peut faire remonter son lignage au premier Danjūrō.
Danjūrō VII a plusieurs fils qui deviennent acteurs sous les noms Ichikawa Danjūrō VIII, Ichikawa Danjūrō IX, Ichikawa Ebizō VII, Ichikawa Ebizō VIII, Ichikawa Komazō VI, Ichikawa Saruzō I et Ichikawa Kōzō. Il a également de très nombreux élèves.

## Carrière
Il naît à Edo (actuelle Tokyo) en 1791 de la fille du fameux Ichikawa Danjūrō V. Son père, propriétaire d'un shibai jaya (salon de thé à l'intérieur du théâtre), aurait été musicien et samouraï de rang inférieur. Il paraît sur scène pour la première fois à l'âge de trois ans sous le nom Ichikawa Shinnosuke et prend le nom Ebizō V à l'âge de six ans.
L'année suivante, il interprète les fameux rôles enfants de l'empereur Antoku et de Rokudai dans Yoshitsune Senbon-sakura au Nakamura-za où il a fait ses débuts. Son père adoptif meurt en 1799 et Ebizō est officiellement désigné pour être le prochain Danjūrō, l'un des plus grands honneurs que peut recevoir un acteur kabuki. Après la mort de son grand-père en 1806, Ebizō devient Danjūrō VII l'année suivante.
Au début des années 1810, Danjūrō se produit au Ichimura-za dans un certain nombre de nouvelles pièces du grand dramaturge Tsuruya Namboku IV et interprète le rôle titulaire de Sukeroku dans Sukeroku Yukari no Edo Zakura pour la première fois en 1811 aux côtés d'Iwai Hanshirō V et de Matsumoto Kōshirō V. Lors de sa réouverture en 1815, il s'installe au Kawarazaki-za avec Hanshirō, Kōshirō et Seki Sanjūrō II. C'est là qu'il se produit pour l'essentiel et au Ichimura-za pendant les décennies suivantes jusqu'en 1840. Hanshirō, Kōshirō et le fameux onnagata Segawa Kikunojō V restent ses principaux partenaires sur scène tout au long de cette période.
Danjūrō reprend le nom Ebizō à l'occasion d'une grande cérémonie de nomination (shūmei) en 1832 et transmet son nom à son fils de neuf ans qui devient alors Ichikawa Danjūrō VIII. Il interprète le rôle de Benkei lors de la première de Kanjinchō en 1840 au Kawarazaki-za. Deux ans plus tard, il est arrêté pour avoir violé les lois somptuaires, banni d'Edo et sa maison est détruite.
Ebizō se produit alors à Kyoto et Osaka pendant les huit années qui suivent, aux côtés d'Ichikawa Kōdanji IV et Arashi Rikan III. de retour à Edo et au Kawarazaki-za en 1850, Ebizō repart en tournée à Kamigata en 1854 et se produit à Nagoya, Kyoto et Osaka. Cette même année, à l'arrivée d'Ebizō à Osaka, son fils Danjūrō VIII se suicide dans l'auberge où ils séjournent.
Ebizō demeure dans la région Kamigata pendant plusieurs années  puis retourne une fois encore à Edo. Au cours d'une représentation au Nakamura-za en janvier 1859, il commence à se sentir malade et quitte la scène durant plusieurs semaines. Au mois de mars, alors qu'il s’apprête à incarner Soga no Iruka dans Imoseyama Onna Teikin, il se sent de nouveau malade et meurt le 23.

## Voir aussi

Mon (emblème) de la famille Ichikawa

## Source de la traduction
- (en) Cet article est partiellement ou en totalité issu de l’article de Wikipédia en anglais intitulé « Ichikawa Danjūrō VII » (voir la liste des auteurs).